# Tharman Shanmugaratnam
Tharman Shanmugaratnam, noto come Tharman (Singapore, 22 gennaio 1957), è un economista e politico singaporiano, nono presidente di Singapore dal 2023, in precedenza è stato vice primo ministro di Singapore e ministro delle finanze, nonché presidente dell'Autorità monetaria di Singapore.